# Catedral de Santa Eduvigis
La Catedral de Santa Eduvigis és una catedral catòlica situada en la Bebelplatz de Berlín, Alemanya.
Es va construir en el segle xviii pel rei de Prússia Frederic II el Gran. Ignacy Krasicki, bisbe de Vàrmia (posteriorment arquebisbe de Gniesen), va oficiar l'obertura de la catedral en 1773.
La catedral va ser dedicada a la santa patrona de Silèsia i Brandenburg, Santa Eduvigis d'Andechs, i commemora l'arribada dels immigrants silesians catòlics a Brandenburg i Berlín.
Després del pogrom de la nit dels vidres trencats, que va tenir lloc la nit del 9 al 10 de novembre de 1938, Bernhard Lichtenberg, deàn del cabild catedralici de Santa Eduvigis des de 1931, va orar públicament pels jueus. L'endemà, Lichtenberg va ser empresonat pel govern nazi i va morir de camí al camp de concentració de Dachau. En 1965 les restes de Lichtenberg van ser portades a la cripta catedralícia.
La catedral va quedar completament destruïda en 1943, durant els bombardejos sobre Berlín i fou finalment reconstruïda entre 1952 i 1963. La catedral té la consideració de basílica menor des del 27 d'octubre de 1927.

## Soterraments
- Konrad von Preysing.
- Alfred Bengsch, en la cripta.
- Lorenz Adlon, en l'antic cementeri de Santa Eduvigis.
- Bernhard Lichtenberg, en la cripta.

## Galeria d'imatges

Imatges històriques
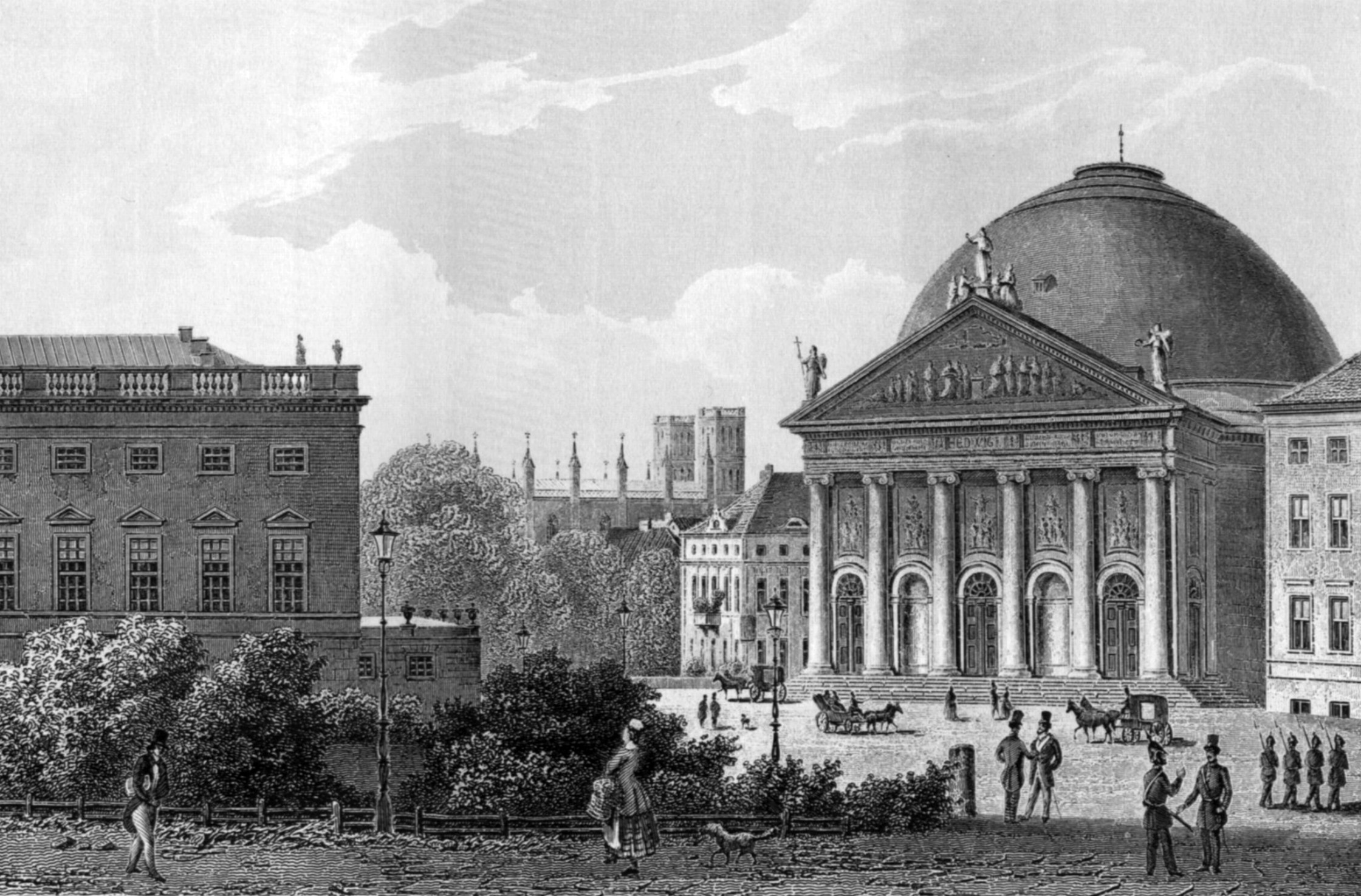
Catedral de San Eduvigis, per Joseph Maximilian Kolb, 1850.
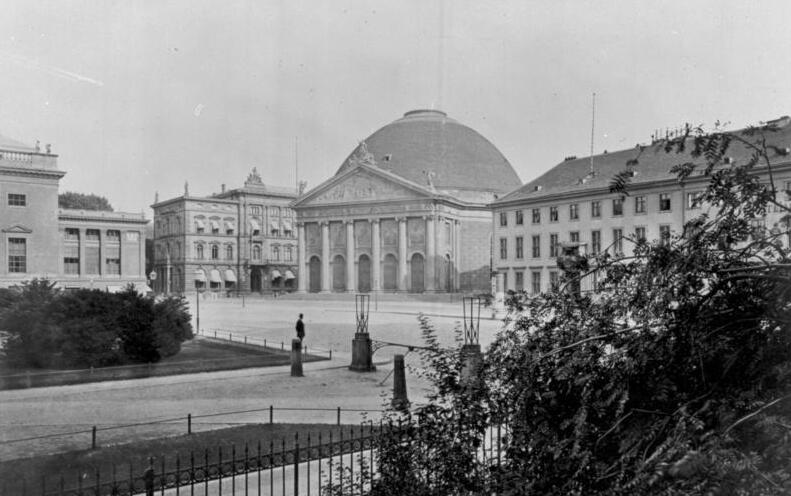
Catedral de Santa Eduvigis, en 1886.
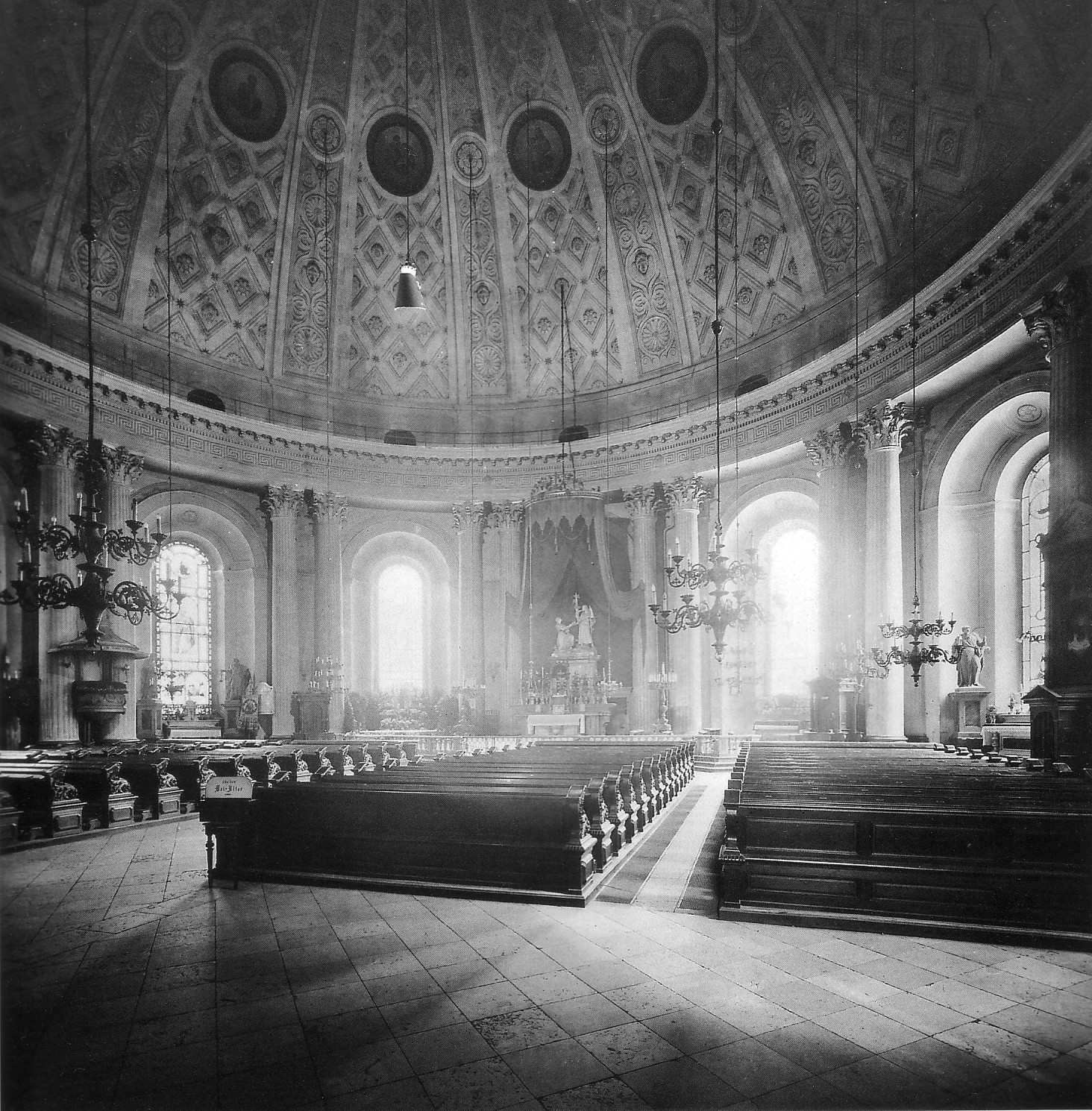
Vista històrica de l'interior abans de la destrucció.

Decoració interior
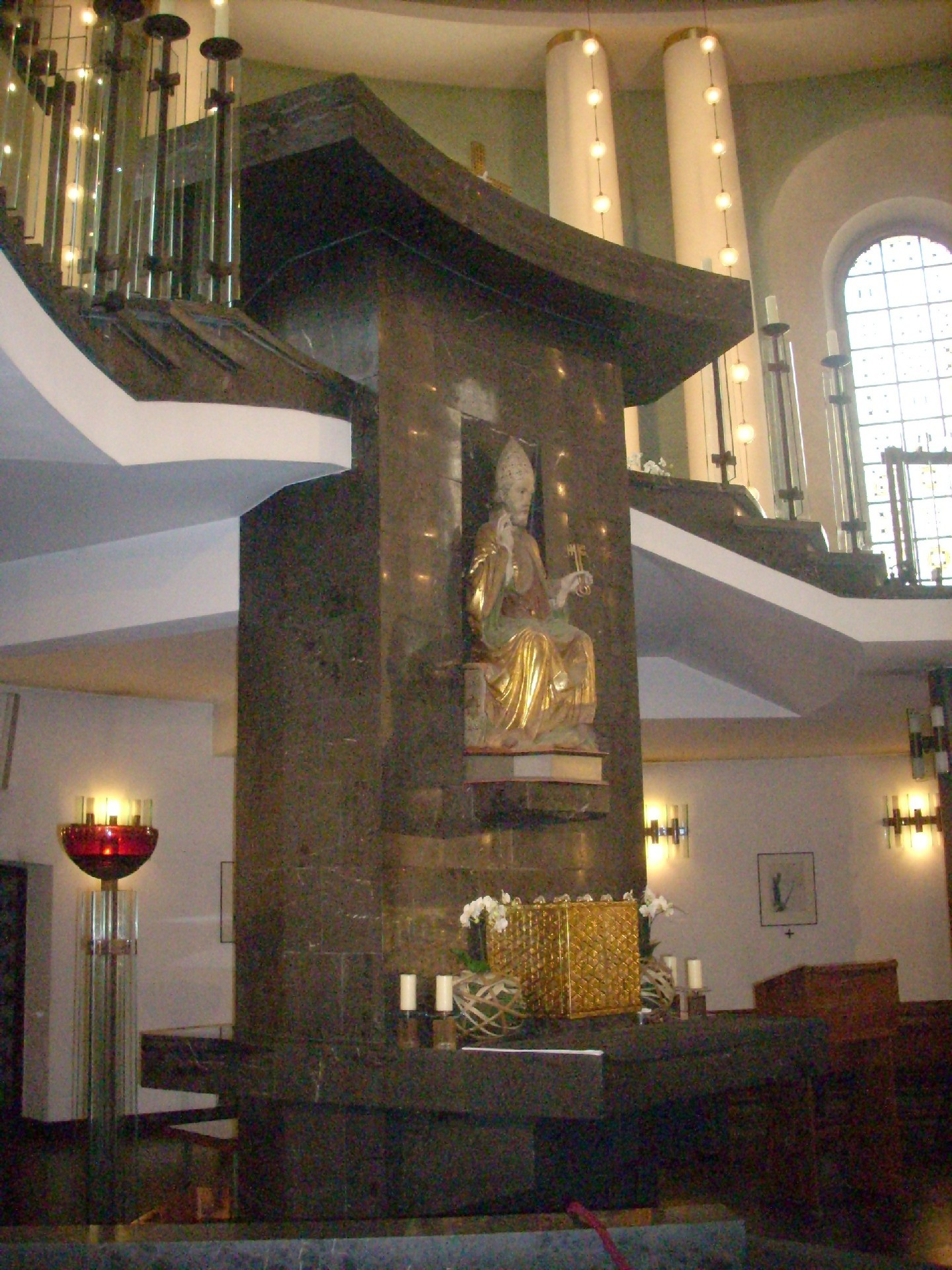
Columna de l'altar.
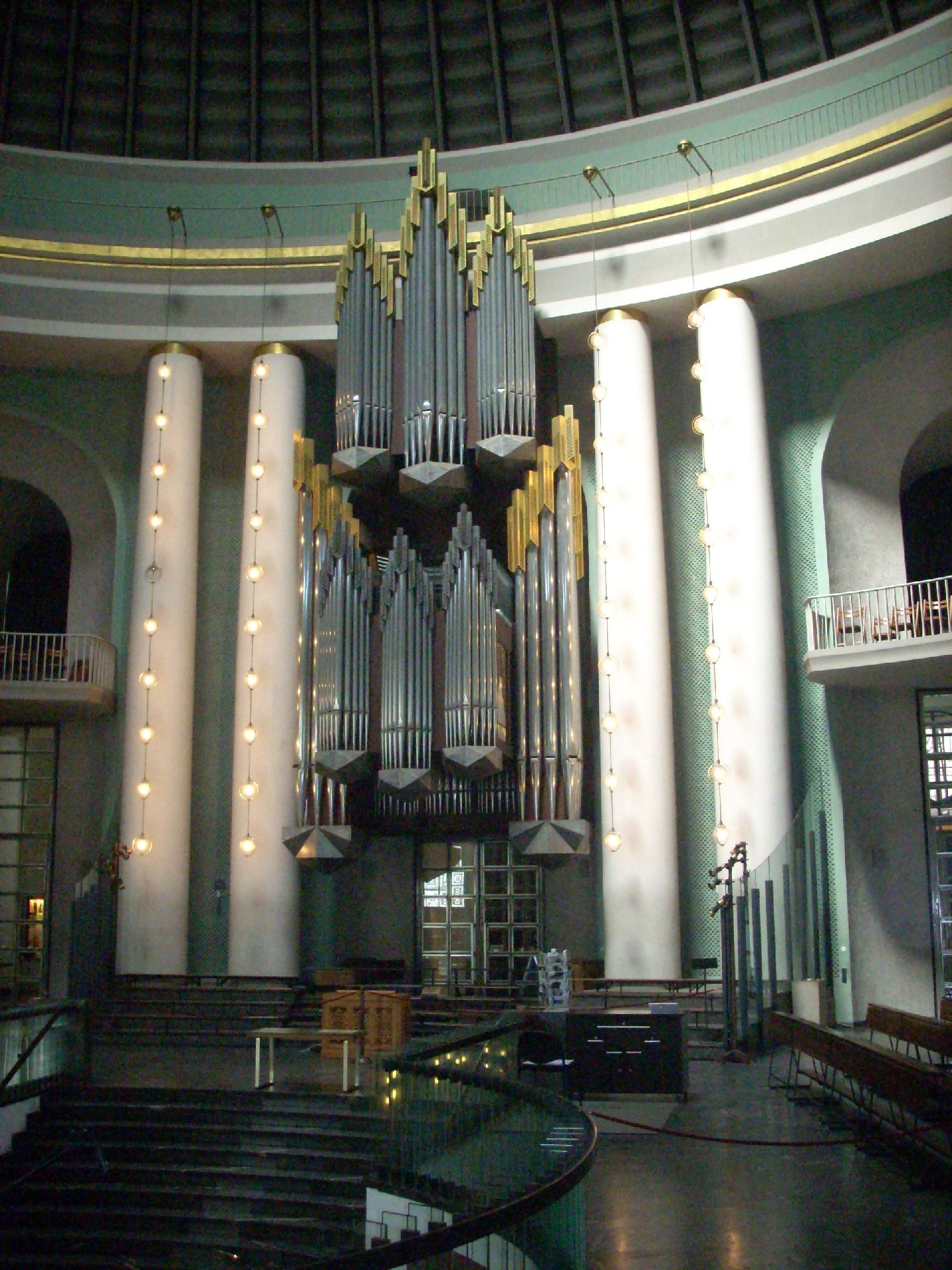
Orgue Klais.
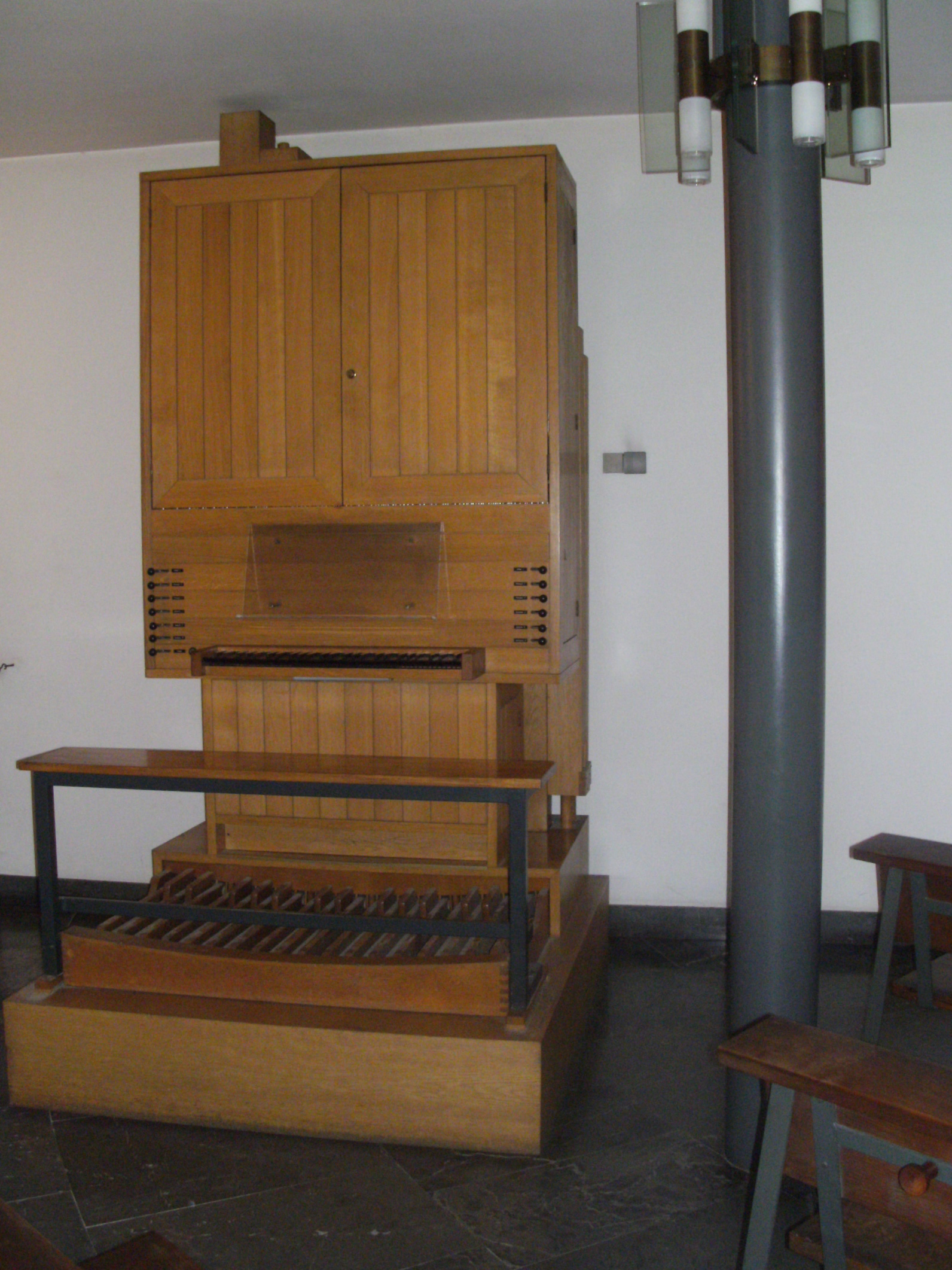
Orgue de l'església